# Mezinárodní festival fotografie v Lodži

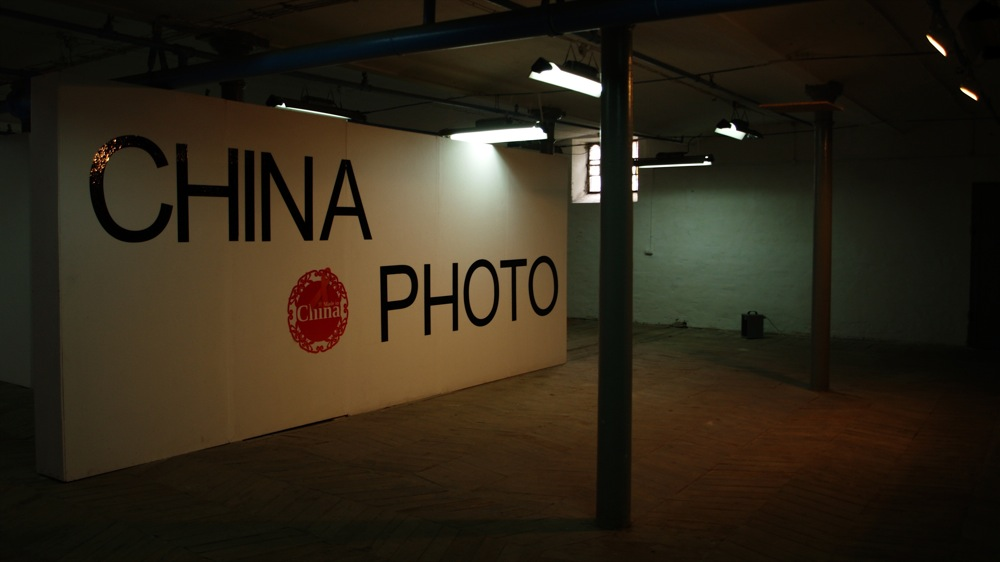
Mezinárodní festival fotografie v Lodži, 2008

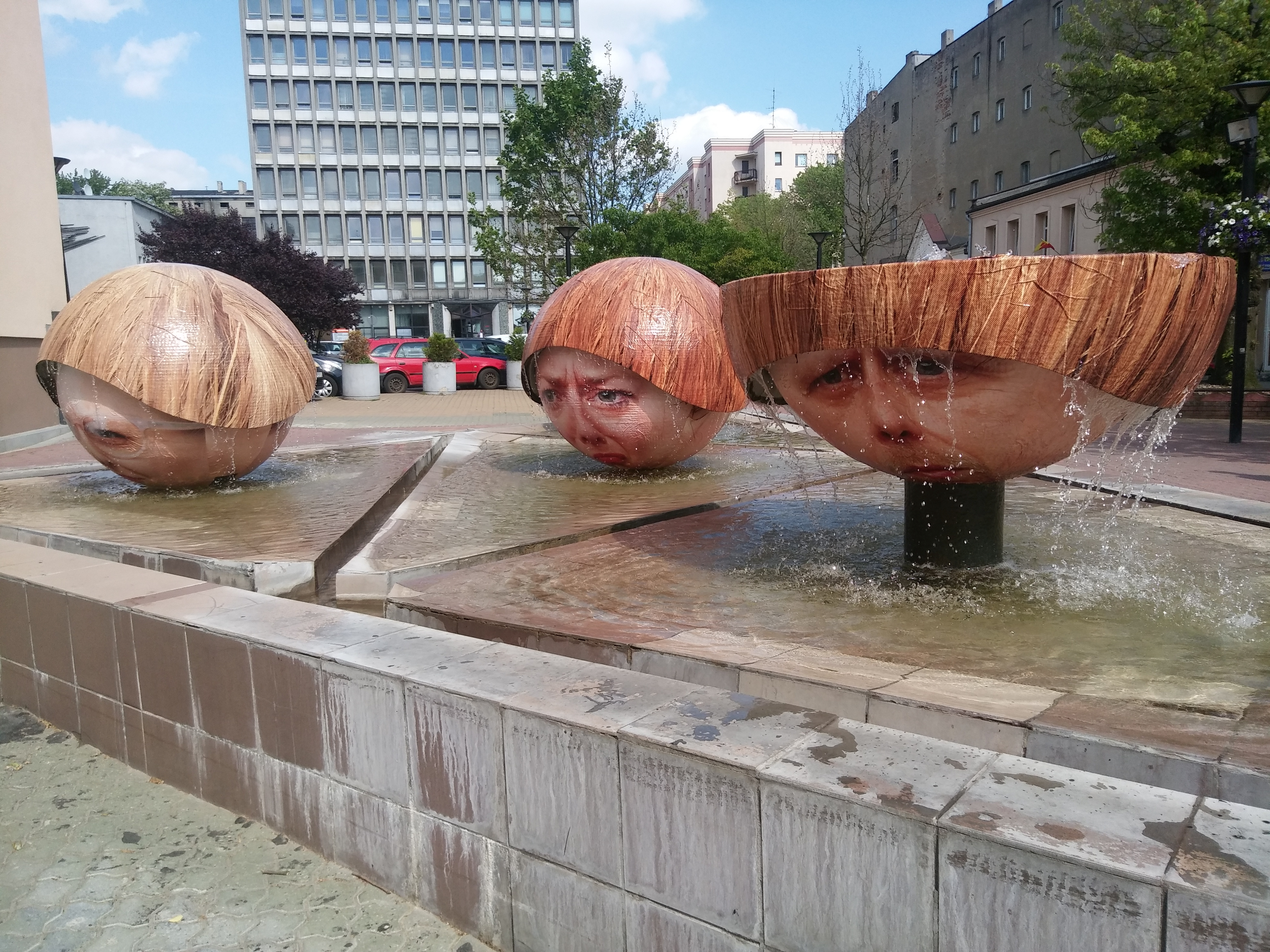
Festival fotografie v Lodži 2017, Vodní instalace, Schillera Passage

Mezinárodní festival fotografie v Lodži (polsky Międzynarodowy Festiwal Fotografii w Łodzi, anglicky International Festival of Photography in Lodz) je každoroční událost konaná od roku 2002 v polské Lodži Nadací pro vizuální vzdělávání.
Hlavní kancelář festivalu se nachází v Łódź Art Center, ale výstavy se konají po celém městě. Expozice jsou doplněny fotografickými workshopy, přednáškami, koncerty, projekcemi filmů na témata týkající se fotografie.
Již několik let je Fotofestiwal největším v Polsku a jedním z nejvýznamnějších akcí svého druhu v Evropě. Je členem dvou světových fotografických sdružení: Photo Festival Union a Festival of Light. Díky nim trvale spolupracuje s mezinárodními kurátory, kteří se každý rok účastní na tvorbě programu festivalu a přijíždějí do Lodže s přednáškami, workshopy a diskusemi.

## Historie
První Fotofestiwal, který se konal v roce 2002, byl relativně skromnou událostí organizovanou Nadací pro vizuální vzdělávání, jehož tvůrci byli čtyři studenti katedry sociologie Univerzity v Lodži. Festival byl organizován bez velkých nákladů a pro aktivity festivalu byl použit malý prostor kina Cytryna. festival trval dva dny, během kterých se uskutečnily tři fotografické výstavy a promítána byla řada videoprojekcí na fotografická témata.
V následujících letech se Fotofestiwal postupně rozrůstal. Zlomem byl třetí ročník festivalu v roce 2004, který byl organizován s mnohem větší dynamikou. Centrum festivalu bylo Lodžské kulturní centrum (Łódzki Dom Kultury), výstavy se konaly po celém městě.
V den zahájení čtvrtého Fotofestiwalu byl otevřen Łódź Art Center.
Páté pokračování Fotofestiwalu (2006) přineslo ve svém programu dvě novinky. Poprvé byla uspořádána aukce fotografií a poprvé bylo přijato motto, které bylo klíčem k výběru fotografií na festivalu: Zabijając Raj. 
V šestém ročníku (2007) se spustil zcela nový projekt recenzí portfolií, mladí umělci se individuálně setkávali s odborníky v oblasti fotografie, kteří jim poskytovali rady, jak rozvíjet vlastní kreativitu. Motto roku 2007 bylo "All Inclusive. Současná španělská fotografie".

### FotoFestiwal 2008
Sedmý ročník Fotofestiwalu začal dne 13. května vernisáží výstavy pořádané galerií Fabrykę Sztuki. Výstava s názvem Zakázané obrázky - politické scény představovala kontroverzní sérii fotografií, které pořídil americký umělec Larry Fink.
Tématem roku 2008 byla současná čínská fotografie. Hlavní program představoval dvě výstavy s názvy "Made in China": "China New Photo" aneb "Western Eye on East". "China Photo" ukázala čínskou současnou fotografii - práce dvanácti mladých umělců z oblasti Čung-kuo a jako protipól Western Eye on East, což byla prezentace deseti fotografů ze západního kulturního okruhu, jejichž díla zachycují realitu moderní Číny, která je jednou z nejrychleji rozvíjejících se zemí na světě. V rámci programu Grand Prix byla uspořádána řada 10 samostatných výstav umělců z celého světa, které vybrala porota kurátorů z návrhů předložených Fotofestiwalu po celý rok. Nejzajímavější výstavě Tváří v tvář Erica Vazzolera byla udělena soška Grand Prix FotoFestiwal 2008. 
V průběhu hlavního festivalového víkendu byly představeny i další portfolia za účasti 11 polských a zahraničních odborníků.
Další doprovodnou akcí FotoFestiwalowi v roce 2008 byla demonstrace slajdů, kterou mohli diváci vidět během května ve starých továrních halách v ulici Tymienieckiego. Prezentace vznikla jako spolupráce mezi nadací Instytut Adama Mickiewicza a projektu PhotoPoland. Projekt byl zahájen v roce 2007 a má za cíl podporovat mladé polské umělce v mezinárodním měřítku.
Kromě akcí v Art Centru, probíhal Fotofestiwal na celém území města. Od 16. května v uměleckém centru Patio Akademie humanitních věd a ekonomie v Lodži probíhala takzvaná Fabryka Fotografii, která přezkoumávala práce studentů a absolventů uměleckých škol nominovaných z Polska a zahraničí. Asi dvacet doprovodných výstav probíhalo v muzeích, galeriích a klubech po celém městě.
V roce 2008 Fotofestiwal oplýval zdaleka největším počtem koncertů.

### FotoFestiwal 2009
Osmý festival byl mimořádně dlouhý a začala 7. května 2009. Hlavní část festivalu byla o víkendu 7. - 10. května, kdy se konaly nejzajímavější plánované akce. Expozice však byly otevřeny až do konce měsíce. V roce 2009 byl hlavním tématem humor, absurdita a ironie. Hlavní výstava nesla název "Atak łaskotek". Kromě toho se uskutečňovaly nové objevy a nové trendy v současné fotografii a fotografické prezentace škol.
Hlavním programem byl součástí velkého mezinárodního projektu Backlight. Jedná se o společnou iniciativu kurátorů z Rakouska, Itálie, Finska a Polska, díky kterému vznikl cyklus výstav Lechtivý útok (Tickle Attack), představený v Evropě od září 2008 do května 2009. Podle kurátor expozice je tento projekt pokusem obnažit vše, co se tváří jako „smrtelně vážné“. Zúčastnily se jej také dvě české fotografky Kateřina Držková a Barbora Kleinhablová.

### Ročník 2012
Hlavní cenu Grand Prix získal polský fotograf a student Institutu tvůrčí fotografie v Opavě Tomasz Lazar za cyklus expresivních černobílých dokumentárních fotografií Linie snu.

## Ocenění
- Helikon – cena za nejlepší a nejkreativnější marketingovou kampaň udělovaná Fundację Edukacji Wizualnej
- Anketa "Łódź Sukcesu"
- Anketa fotopolis.pl – hlavní cena v anketě čtenářů fotopolis.pl v kategorii "Nejzajímavější umělecká událost".
- Turistický produkt
- Arts & Business Awards v kategoriích: Nejlepší řízení kultury a Partnerství roku
- Gala Biznesu 2007 - ocenění za přínos k rozvoji města
- Sponzor kultury